# Marie-Jean Desouches
Pour les articles homonymes, voir Desouches.

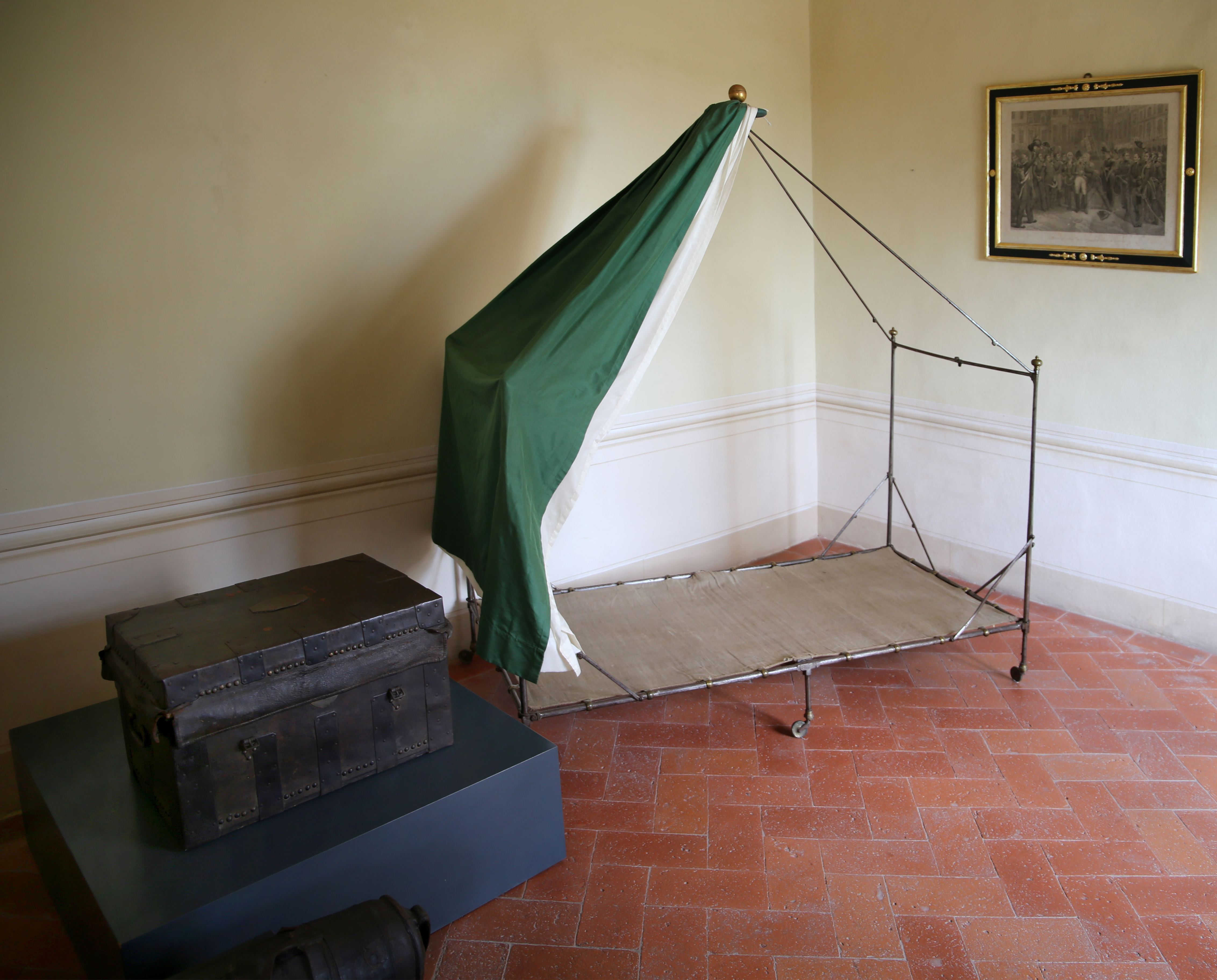
Lit de camp Desouches.

Marie-Jean Desouches (né le 3 janvier 1764 à Paris où il est mort le 4 septembre 1828) est un serrurier et artisan ferronnier exerçant durant la période révolutionnaire, le Consulat et le Premier Empire.
Il est notamment connu pour avoir créé un lit pliant qui fut employé par l’empereur Napoléon 1er et ses généraux lors des campagnes militaires.

## Invention

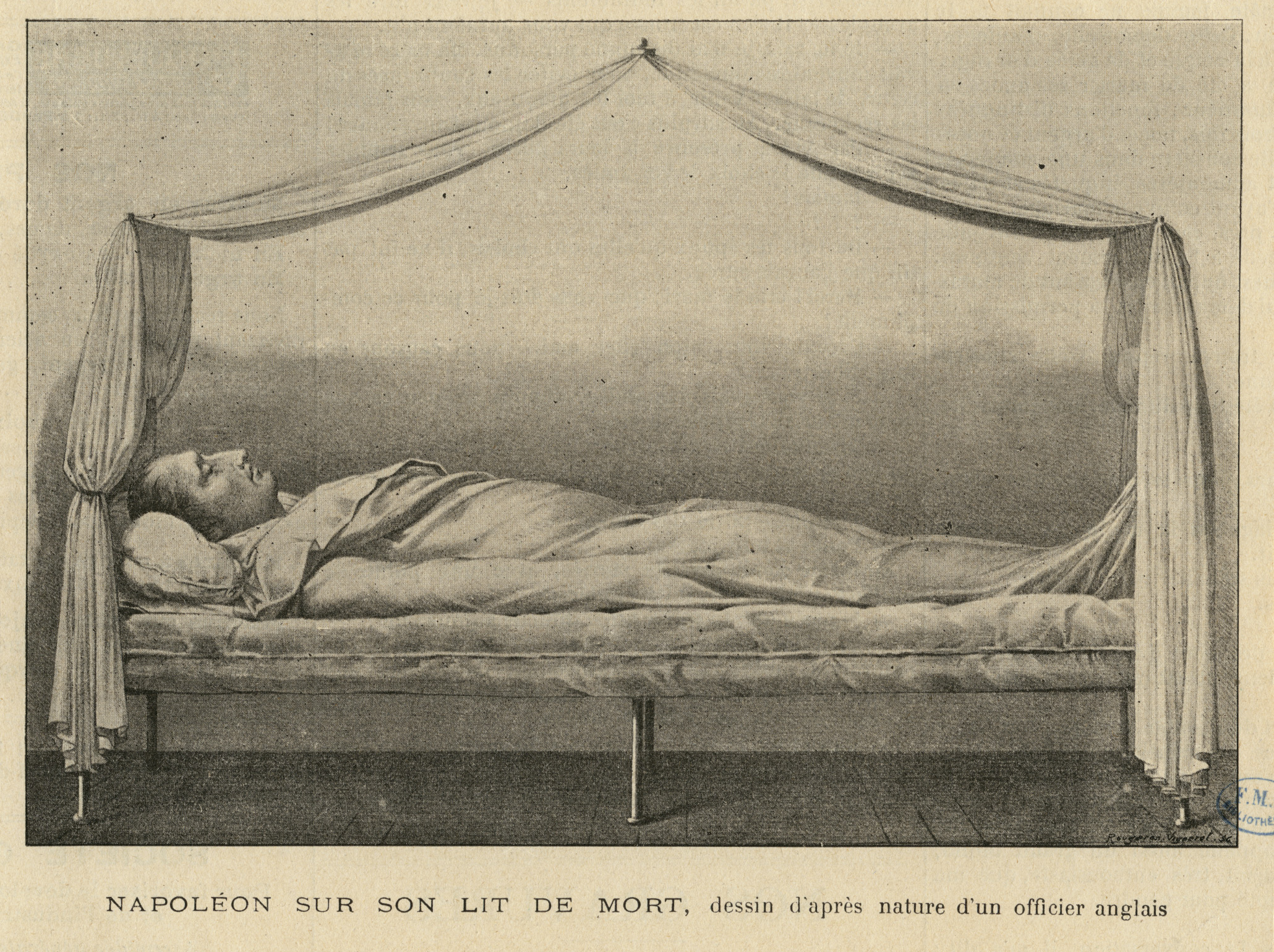
Napoléon sur son lit de mort à Sainte-Hélène.

Son lit en fer est constitué d’une seule pièce capable de se replier grâce à un système de charnières. D'une largeur de 86 cm pour une longueur de 1,82 m et une hauteur de 1,08 m, il est plus petit qu'un lit normal. L'inventeur améliore le confort de ce lit de voyage par l’ajout d’un sommier en toile et d'un système de ressorts intégré au tissu afin d'accentuer l’élasticité de ce sommier. En février 1804, il dépose le brevet de son lit pliant innovant. Il reçoit le 17 pluviôse an XII (7 février 1804) un certificat de demande de brevet pour cinq années pour « l'invention d'un lit de fer construit avec des principes nouveaux ». L'acte est signé de Napoléon Ier, qui avait découvert l'invention lors d'une démonstration effectuée par Desouches lui-même au château de Saint-Cloud le 13 fructidor an XI (31 août 1803).
L'empereur lui en commande immédiatement six exemplaires, qu’il utilise durant ses campagnes militaires. Promu serrurier du Garde-meuble impérial, Desouches fabrique ses lits de camp pour l'armée napoléonienne et devient l'un des principaux fournisseurs de mobilier pour la cour impériale, dont le petit lit du Roi de Rome qui est le prototype des lits parapluie actuels. Desouches fabrique alors également des lits pliants pour enfant sur le même modèle.
L'inventeur perfectionne sa création en 1809 en ajoutant un système à coulisse de réglage de la hauteur de coucher. Il devient également possible de diviser facilement ce lit en deux éléments pour le charger à dos de mulet en cas de déplacement sur des terrains difficiles.
L'empereur, en exil sur l'Île de Sainte-Hélène, meurt le 5 mai 1821 dans un de ces lits de campagne dont il ne se séparait jamais.

## Atelier
Son atelier de serrurerie se trouvait à Paris au no 18 de la rue de Verneuil, dans le quartier Saint-Thomas-d'Aquin, 7e arrondissement,,.

## Postérité
Ce lit pliant fonctionnait sur le même principe que le « lit parapluie » que les parents utilisent aujourd’hui pour installer leur bébé lors d’un déplacement (voyage ou vacances),.

## Exposition
Le lit est l’un des objets de l’exposition « Le bivouac de Napoléon : luxe et ingéniosité en campagne » d’abord présentée au musée des Beaux-Arts d’Ajaccio du 13 février au 12 mai 2014, puis reprise en version réduite aux musées napoléoniens de Portoferraio sur l'île d’Elbe du 28 juin au 15 octobre 2014 avant d’être présentée à Paris à la galerie des Gobelins du 18 septembre au 13 décembre 2015,.